# Colletes lucasi
Colletes lucasi là một loài Hymenoptera trong họ Colletidae. Loài này được Pérez mô tả khoa học năm 1895.